# کیان (آمل)
کیان، روستایی است از توابع بخش لاریجان شهرستان آمل در استان مازندران ایران.

## جمعیت
این روستا در دهستان لاریجان سفلی قرار داشته و بر اساس آخرین سرشماری مرکز آمار ایران که در سال ۱۳۸۵ صورت گرفته، جمعیت آن زیر سه خانوار بوده‌است.